# Bataille de Carthagène (460)
Pour les articles homonymes, voir Bataille de Carthagène.
Déclin de l'Empire romain d'Occident
Batailles
- Pollentia (402)
- Vérone (403)
- Fiesole (405/406)
- Passage du Rhin (406)
- Mayence (406)
- Rome (410)
- Carthage (439)
- Champs Catalauniques (451)
- Rome (455)
- Sinuessa (458)
- Carthagène (460)
- Orléans (463)
- Cap Bon (468)

La bataille de Carthagène a lieu le 13 mai 460, 
au large de la province de Carthaginoise, en Espagne, et se solde par une grave défaite de l'Empire romain d'Occident face aux Vandales.

## Contexte
En 457, le général romain Majorien prend le trône de l'Empire romain d'Occident. Il entreprend immédiatement de restaurer l'empire dans ses anciennes limites. Majorien commence immédiatement à rassembler une flotte dans la baie d'Alicante entre Carthagène et Alicante, en Espagne, avec laquelle il tenta d'envahir le royaume Vandale d'Afrique du Nord.

« 460: Eo anno captae sunt naves a Vandalis ad Elecem juxta Carthaginem Spartariam. »

— Marius d'Avenches, Chronica de obispo de Aventicum

## Déroulement
Au printemps 460, Majorien peut compter sur 300 navires. Les vandales décident de frapper avant que la marine romaine ne devienne imbattable. Le 13 mai, une flotte vandale sous le commandement de Genséric surprend la flotte romaine. La marine romaine est totalement écrasée et détruite, mettant fin à tout espoir de reconquérir le royaume vandale.  Beaucoup de capitaines romains, soudoyés, changent de camp.

« Mense Maio Majorianus Hispanias ingreditur imperator: quo Carthaginiensem provinciam pertendente, aliquantas naves quas sibi ad transitum adversum Wandalos praeparabat, de littore Carthaginiensi commoniti Wandali per proditores abripiunt. Majorianus ita sua ordinatione frustratus ad Italiam revertitur. »

— Hydatius, Chronicon